# Brusco
Brusco, nome d'arte di Giovanni Miraldi (Roma, 4 gennaio 1974), è un cantante e rapper italiano.
Conosciuto in passato come Papa Giovanni o Papa G, è noto per la sua carriera solista e come membro di una delle posse storiche del reggae italiano: la Villa Ada Posse.

## Biografia
Appassionato di musica sin da bambino mette in pratica la sua passione musicale all'epoca della frequentazione del liceo Giulio Cesare di Roma, nell'epoca in cui si muovevano Piotta, i Villa Ada Posse e Chef Ragoo, quest'ultimo fonte di ispirazione e anello di congiunzione con il mondo dei centri sociali e delle dancehall. Giovanni prende in mano il microfono esibendosi in uno dei giovedì sera al Forte Prenestino chiamati Tortughe e organizzati dal sound system One Love hi powa.
Da lì a poco nasce la Vatikan Posse formata da Papa Giovanni e Paolo II, che inizia a farsi conoscere durante il 1991 grazie a brani come "Autoproduzione", "Legalizzate l'Erba", "Mai non se fermamo mai", "Spero soltanto". L'esperienza della Vatikan Posse dura circa un anno, ed a causa della rigorosa politica di improvvisazione ed autoproduzione, del loro lavoro rimangono solo registrazioni live oltre a testimonianze dirette dei partecipanti. Pur rimanendo amici i due membri scelgono strade diverse: Paolo II cambierà nome dapprima in Pippi Tramone e successivamente in Chef Ragoo dedicandosi alla scena hip hop, Giovanni invece si aggrega alla neonata Villa Ada Posse già da qualche mese fattasi conoscere nel vivace ambiente capitolino.

### La Villa Ada Posse
Nel 1993 la Villa Ada pubblica il suo primo demo in cui figurano due brani di Papa G: "Banale" e "Stretti Stretti". Nel 1996 il gruppo pubblica il fortunato Musically, autoprodotto. In questo cd Brusco G interpreta "Ciocchino" e "Zumpi&Balli" (con Raina), "Erba Libera" (con Ginko) e "Per i pisqui". In questo periodo Giovanni mantiene viva l'amicizia con Chef Ragoo partecipando al demo La Connessione ed al mini-CD Explorandom. Nel 1998 invece Brusco e Lady Flavia producono tramite la One Love hi powa, il 45 giri "Tutta na famija", stampato in Giamaica. Tuttavia, come successe per la Vatikan Posse, anche nel repertorio della Villa Ada ci sono diversi  brani eseguiti solo dal vivo e mai incisi su pubblicazioni ufficiali, tra quelli eseguiti da Brusco ricordiamo: "Umanamente" (con tutta la VAP), "Me piace che m'ascolti" (con Aldan), "Me piace la gente", "Famme fa", "L'ignoranza", "Parlo chiaro" (con Lady Flavia), "Comodità" (con Ginko), "Vie a balla nella danza", "Famme vede l'accendino", "Chissà quanta gente", "L'uno contro l'altro", "Chiamami" (con Ginko), "Se me tuffo dentro ai tuoi occhi", "Nella musica" (con Ginko), "Se va!!!" e "Bella Prova".

### Carriera solista
Nel settembre del 2000 Brusco decide di intraprendere la carriera solista mentre sta registrando il brano "Se vola", parte della colonna sonora del film Zora la vampira.
Nell'occasione conosce Francesco Lancia, il produttore di L9, l'etichetta discografica a cui Brusco è tuttora legato. Con l'idea di far conoscere maggiormente le sue canzoni, limitate spesso ai soli cultori del genere per la rigorosa politica di autoproduzione della posse, Brusco inizia a lavorare con due produttori musicali come Mr Perez (L9) e Macro Marco (Gramigna). Nel giugno del 2001 viene così alla luce un mini-CD intitolato Brusco e contenente il brano "Ancora & Ancora" dedicato alla AS Roma, pubblicando poi altri due singoli "La mia strada" da Combo assieme a Chef Ragoo, "I sogni e le idee" da VAP @ Raina studio anthology (Raina).
Nel 2002 Brusco ottiene un successo a livello nazionale dapprima con il brano "Il mondo è anche mio" e poi con Sotto i raggi del sole che riprende il successo di Edoardo Vianello "Abbronzatissima". Nell'autunno dello stesso anno è la volta di "Buongiorno", tratto dall'album Si fa presto a dire... Brusco.
Nel primo semestre del 2003 dallo stesso album viene estratto il singolo che porterà Brusco al culmine del suo successo: Ti Penso Sempre, cantato assieme alla cantante romana Erika Blu, che diventerà un vero e proprio tormentone estivo. La canzone è apparsa nella compilation del 2004 Italian Independent Music, una raccolta di 3 CD edita dall'Associazione dei Fonografici Italiani.
Nel 2005 l'artista romano ha partecipato alla compilation Epicentro Romano Vol.3 con il brano "Rasta non casca".
Nel 2006 Brusco pubblica il suo terzo cd Amore vero e nel 2007 pubblica altri due brani inediti: Questo mare e Bullet.
Nel 2008 Brusco pubblica singoli come Ma chi sei, L'Italia, Solo Ganja ed altri.
Nel 2009 esce Quattroemezzo, disco con diversi featuring tra cui i Sud Sound System, Lady Flavia, Boomdabash, Gioman, Roy Paci e Killacat.
Nel 2010 esce Take Off vol.1, disco cantato completamente in lingua inglese seguito l'anno dopo da Take Off vol.2.
Nel giugno aprile 2011 il nuovo album Fino all'alba. il primo singolo presentato è "Fino all'alba". Il 17 ottobre pubblica nella sua pagina Facebook un nuovo brano intitolato: "La Cassetta e Il Vinile" ed il 31 dicembre 2011 in free download il mixtape Il mio universo contenente oltre 15 canzoni inedite.
Il 18 aprile 2013 annuncia nella sua pagina Facebook il nuovo album realizzato in collaborazione con i Roots in the sky dal titolo "Tutto apposto".
Il 18 giugno 2013 esce "Tutto Apposto" realizzato interamente da Brusco e i Roots in the Sky, la band che lo sostiene durante i live dal 2004. 
Le 9 canzoni sono eseguite dai membri della band e il cd è prodotto ancora una volta da U.B. Maior, l'etichetta indipendente creata da Brusco nel 2009.
Il 9 giugno 2017 esce per Goodfellas
il nuovo album di Brusco intitolato Guacamole.

## Discografia

### Album in studio
- 2001 - Brusco
- 2003 - Si fa presto a dire... Brusco
- 2006 - Amore vero
- 2009 - Quattroemezzo
- 2010 - Take Off Vol.1
- 2010 - Take Off Vol.2
- 2011 - Fino all'alba
- 2011 - Il mio universo
- 2013 - Tutto apposto
- 2017 - Guacamole
- 2021 - Mappamondo
- 2022 - Monumento

### Singoli
- 2002 - Il mondo è anche mio
- 2002 - Sotto i raggi del sole
- 2003 - Buongiorno
- 2003 - Ti penso sempre (feat. Blu)
- 2003 - Tutti i sound
- 2008 - 1 L'erba della giovinezza
- 2018 - La pasticcera (feat. Viola)
- 2021 - Mi accendo (feat. Gemitaiz)
- 2021 - Bam Bam (feat. Clementino)

## Collaborazioni
- 2000 - AA.VV. - Zora la vampira (Se vola)
- 2000 - Chef Ragoo - Expolorandom (Alla larga feat. Brusco)
- 2001 - AA.VV. - Combo (La mia strada)
- 2001 - Flaminio Maphia - Resurrezione (Combattimento Mortale Part III)
- 2005 - AA.VV. - Epicentro Romano Vol.3 (Rasta non casca)
- 2007 - Kissusenti - Vruscia (Sta 'cca)
- 2011 - Musica Magica feat Jaka
- 2011 - Boomdabash feat. Brusco - Monkey Town da Mad(e) in Italy
- 2012 - Zuli feat. Brusco - Gli infami non mi amano da Champion in Action Vol.1
- 2012 - Baby K feat. Brusco - Cosa non farebbero da Lezioni di volo